# Trematopygodes
Trematopygodes is een geslacht van insecten uit de orde vliesvleugeligen (Hymenoptera) en de familie Ichneumonidae.

## Soorten
- T. americator Hinz & Horstmann, 1998
- T. aprilinus (Giraud, 1872)
- T. auriculator Hinz, 1980
- T. californiae Hinz & Horstmann, 1998
- T. femorator Hinz, 1980
- T. frontosus (Davis, 1897)
- T. koreator Hinz & Horstmann, 1998
- T. luteator Hinz & Horstmann, 1998
- T. mactator Hinz & Horstmann, 1998
- T. minator Hinz & Horstmann, 1998
- T. oculatus (Davis, 1897)
- T. osflavus (Davis, 1897)
- T. propinquator Hinz & Horstmann, 1998
- T. rarus Horstmann, 1990
- T. rufipectus Hinz & Horstmann, 1998
- T. similator Hinz & Horstmann, 1998
- T. townesi Hinz & Horstmann, 1998